# Froldo

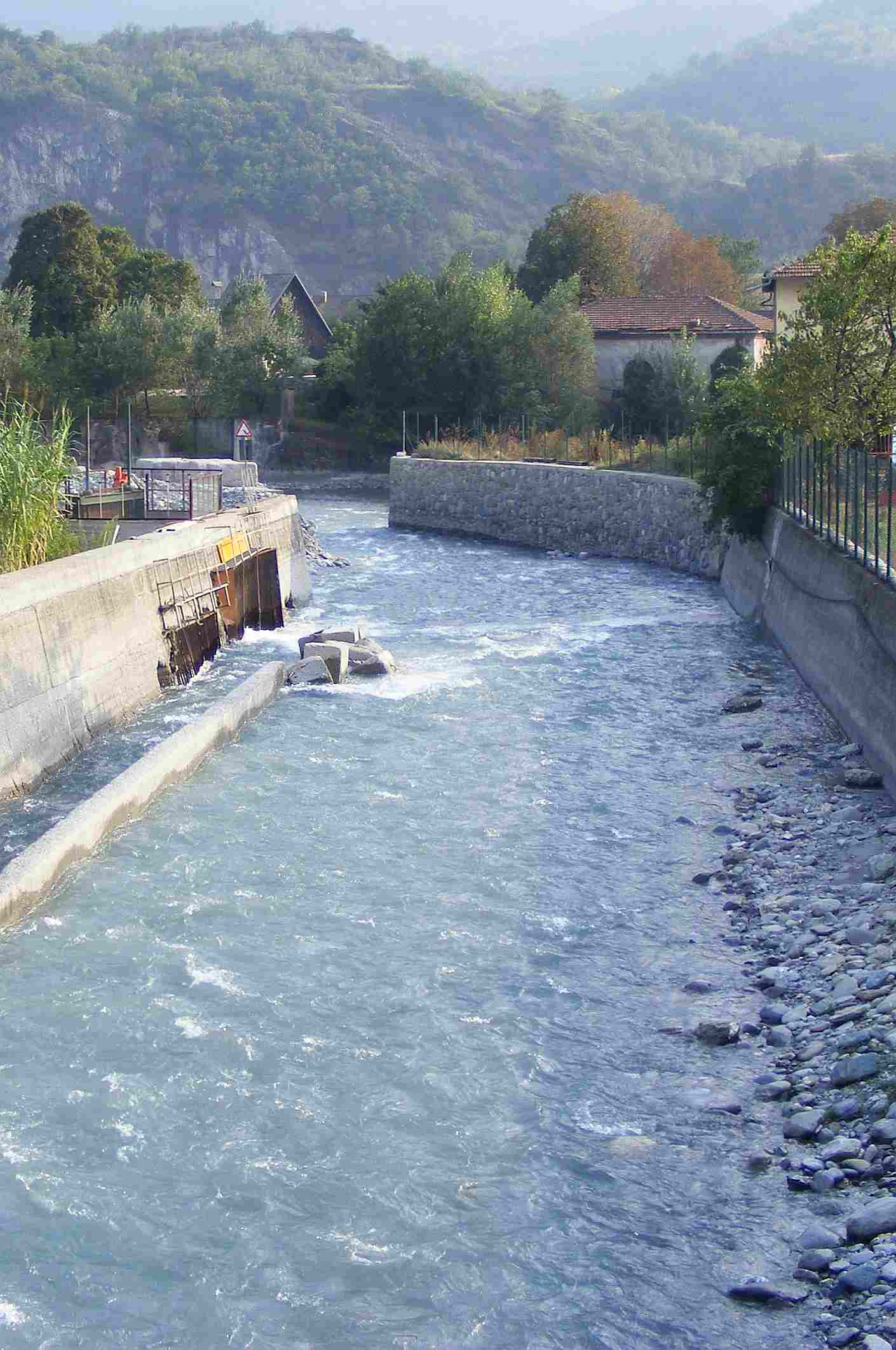
L'arginatura del Cenischia a Susa

L'argine in froldo (o argine in botta) è un argine posto a diretto contatto con il flusso della corrente di un corso d'acqua, senza interposizione di golena.

## Storia
Il termine ha origine medievale e stava ad indicare le opere puntali mediante le quali si "orientava" il deflusso del corso d'acqua al fine di proteggere i centri abitati o altri elementi strategici del territorio. Questo genere di interventi costituì la primaria azione di regimazione idraulica dei corsi d'acqua e precedette, nei tratti vallivi di medio e basso corso, l'opera di arginatura continua degli alvei che rappresenta l'attuale standard di sistemazione idraulica nei paesi sviluppati.

## Rischi potenziali
In idraulica esso costituisce un elemento di potenziale pericolo in quanto esposto agli effetti erosivi dei flussi idrici, particolarmente marcati in corrispondenza dell'estradosso delle curve di tracciato. Per dette ragioni, i tratti d'argine in froldo sono solitamente protetti da opere di difesa idraulica quali semplici scogliere in pietrame o veri e propri rivestimenti con sottofondo in calcestruzzo e facciavista in pietrame lastrolare.